# Дендзо Ісідзакі
Дендзо Ісідзакі (яп. 石崎 伝蔵; нар. 20 жовтня 1886 — 29 квітня 1999) — японський довгожитель, вік якого підтверджено  Групою геронтологічних досліджень (GRG) та Групою LongeviQuest (LQ). Він був найстарішим живим чоловіком в Японії. 25 грудня 1998 року після смерті Волтера Річардсона, він став найстарішим живим чоловіком у світі. Також він входив до 20 найстаріших підтверджених чоловіків у світі та був 9-ю найстарішою живою людиною у світі. Помер у віці 112 років 191 день.

## Біографія
Дендзо Ісідзакі народився 20 жовтня 1886 року в префектурі Ібаракі, Японія.
У 1912 році він одружився у нього було 4 дітей (дві доньки та два сина). У 1946 році померла його дружина.
Багато років працював викладачем у школі. У віці 27 років він став директором школи.
У віці 108 років він втратив зір через катаракту. Пізніше йому зробити успішну операцію. Останній час жив зі старшою дочкою.
Дендзо Ісідзакі помер 29 квітня 1999 року від поліорганної недостатності у віці 112 років 191 день. Після його смерті найстарішим живим чоловіком у світі став Антоніо Урреа з Іспанії.

## Рекорди довгожителя
- 24 січня 1997 року, після смерті 112-річного Генгана Тонакі, Дендзо Ісідзакі став найстарішим живим чоловіком в Японії, чий вік був підтверджений.
- 25 грудня 1998 року після смерті 113-річного Волтера Річардсона, Дендзо Ісідзакі став найстарішим живим чоловіком у світі, чий вік був підтверджений.
- 12 лютого 1999 року, після смерті 113-річного Ясу Акіно, Дендзо Ісідзакі став найстарішим чоловіком в Японії, чий вік був підтверджений, але пізніше його рекорд був побитий.